# Allen Lane (éditeur)
Pour les articles homonymes, voir Allan Lane et Lane.
Allen Lane Williams dit Allen Lane (né le 21 septembre 1902 à Bristol et mort le 7 juillet 1970 à Northwood) est un éditeur britannique, cofondateur de la collection puis des éditions Penguin Books.

## Biographie
Après des études à Bristol, Allen Lane Wiliams, âgé de 17 ans, commence sa carrière d’éditeur à Londres en 1919 chez The Bodley Head, la maison d’édition progressiste appartenant à son oncle John Lane. Peu après, il change d'état-civil et prend comme patronyme « Lane » afin d'assurer la continuité de la société, puisque son oncle est sans enfant. Celui-ci meurt en 1925 et Allen en devient le directeur. Il est nommé président en 1930. Durant cette période, son grand mérite est d'avoir été l'éditeur des deux premiers ouvrages d'Agatha Christie.

### La création de Penguin Books
Un conflit important a lieu entre lui et ses associés, très conservateurs, en 1934, lorsqu'il a été question ou non de publier le roman Ulysse de James Joyce, par peur de poursuites judiciaires du fait du contenu sulfureux du roman. Alors que ses associés s'opposent à la plupart de ses idées, Allen, ainsi que ses frères Richard et John, fondent en juillet 1935 une sous-marque indépendante de The Bodley Head, Penguin Books, destinée à ne publier que d'anciens titres du catalogue en format poche et à faible prix, et capable de ramener beaucoup d'argent en très peu de temps : ils s'installent dans les sous-sols de l'église St Marylebone (Marylebone Road, Londres). Cette opération éditoriale ne fut viable que grâce à Allen qui alla négocier avec une importante chaîne d'épicerie britannique, Woolworths Group (en), un pré-achat de plusieurs dizaines de milliers d'exemplaires : le slogan de cette chaîne était « Rien au dessus de 6 pences ». Il rencontra là un acheteur en gros qui lui confia que « si sa femme pouvait acquérir un roman d'Agatha Christie au prix de 6 pences, elle en lirait plusieurs fois par semaine ! ». Allen s'inspira de la maison allemande Albatross, qui diffusait des livres en format poche et en anglais partout en Europe et en Amérique mais avait fait faillite en 1932. En pleine crise, il fallait réussir à vendre des ouvrages paperback (non reliés, sans couverture cartonnée) au prix imbattable de 6 pences (soit le prix à l'époque d'un paquet de cigarettes). Alors que Ulysse sort chez The Bodley Head, en 1936, Allen, ses deux frères, aidés financièrement par V. K. Krishna Menon (1896-1974), un diplomate indien lié à Nehru, quittent le navire et s'en vont fonder Penguin Books en tant que société indépendante : ils emportent avec eux le revenu d'un million d'exemplaires vendus en poche. Par la suite, l'équipe lance d'autres collections, comme Pelican (essais), Puffin, et loue des distributeurs automatiques pour leurs livres de poche. 

### Succès et consécration
En 1959, il décide de sortir en poche L'Amant de Lady Chatterley de D. H. Lawrence sous peine de se voir interdire la publication, mais la Couronne ferma les yeux ; de fait, il en vendit plus de deux millions d'exemplaires la première année. Allen Lane est fait chevalier en 1962. 
En 1965, son directeur éditorial, Tony Godwin, tente de prendre sa place : il veut éditer Massacre, un album de dessins signés Siné, vu comme particulièrement outrageant, et créer ainsi un scandale. Allen subtilise et brûle la maquette de l'ouvrage, puis vire Godwin. Quelque temps plus tard, Allen, souffrant d'un cancer, décide de démissionner.
Il meurt le 7 juillet 1970 à Northwood, Hillingdon, dans la banlieue de Londres. Six semaines plus tard Penguin Book est rachetée par Pearson PLC.
Il a une fille, Clare Lane, qui s'est mariée avec Michael Morpurgo, célèbre écrivain pour enfants.